# Nay, Pyrénées-Atlantiques
Nay (from the tiếng Latinh: oppidum nayum) là một xã thuộc tỉnh Pyrénées-Atlantiques trong vùng Aquitaine miền tây nam nước Pháp.

## Dân số
| 1896                                                      | 1901 | 1926 | 1936 | 1954 | 1962 | 1968 | 1975 | 1982 | 1990 | 1999 | 2006 |
| --------------------------------------------------------- | ---- | ---- | ---- | ---- | ---- | ---- | ---- | ---- | ---- | ---- | ---- |
| 3640                                                      | 3670 | 3520 | 3205 | 3457 | 3444 | 3440 | 3171 | 3275 | 3294 | 3204 | 3288 |
| INSEE figures - 1962: Population without double-counting. |      |      |      |      |      |      |      |      |      |      |      |